# Чешем (станция метро)
«Чешем» (англ. Chesham) — конечная наземная станция на одной из веток линии Метрополитен лондонского метро. Станция относится к девятой тарифной зоне.

## Описание
Наземная станция открытого типа, признана памятником архитектуры II категории.
Станция находится в 40 км (25 милях) к северо-западу от Чаринг-Кросс, что делает её самой дальней от центра Лондона станцией метро. Также в сети метро Лондона это и самая северная и самая западная станция. Перегон «Чешем» — «Челфонт-энд-Лэтимер» является самым длинным между соседними станциями Лондонского метрополитена — 6,26 км (3,89 мили).

## Иллюстрации

Станция «Чешем»
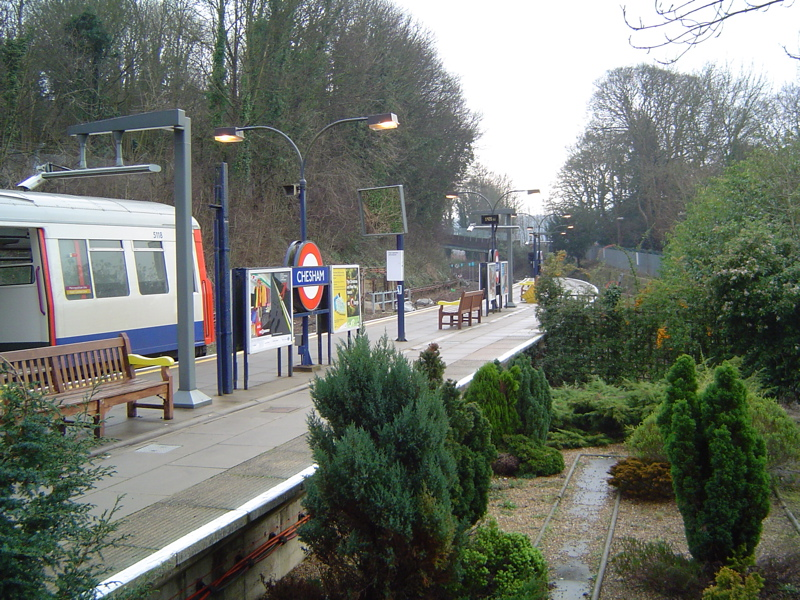
Вид на платформу